# Il Morto
Il Morto è una serie a fumetti italiana edita da Menhir Edizioni incentrata sull'omonimo personaggio ideato da Ermete Librato e Ruvo Giovacca e pubblicata regolarmente dal 2010.

## Descrizione del personaggio
La caratterizzazione grafica del personaggio è molto simile a quella dei personaggi Kriminal e Killing.
Il protagonista è un uomo senza più memoria del suo passato, che veste con una tuta nera raffigurante uno scheletro bianco.  L'uomo non ricorda il suo nome, ma in più occasioni si fa chiamare Peg. Nel corso degli episodi emergono tracce del suo passato che coinvolgono persone e gruppi che spesso agiscono nell'ombra. Il protagonista mostra una certa abilità nel combattimento e nell'uso delle armi da fuoco. Dopo essere riuscito a fuggire da una clinica psichiatrica dove si commettevano violenze e abusi sui pazienti, nel corso degli episodi PEG si trova costretto tanto a fuggire dagli inseguitori mandati dall'organizzazione responsabile del suo internamento, quanto ad essere coinvolto in situazioni pericolose dove ha a che fare anche con altri criminali minori che vessano e minacciano persone innocenti. A volte alcuni crimini presenti nelle storie sembrano ispirati in parte a fatti di cronaca nera.

## Storia editoriale
Il personaggio apparve per la prima volta nel n. 31 della rivista italiana Ink, nel giugno 2004, nella storia intitolata Buena Vista Hotel. Lo stile di questa prima storia ricorda molto quello del fumettista americano Frank Miller, al quale la storia vuole rendere omaggio. Successivamente è apparso nella stessa rivista nel settembre del 2005, nel settembre 2007, nel gennaio del 2009 e ancora nel gennaio 2011. I buoni riscontri di pubblico portano a dedicare al personaggio una testata propria, Il Morto (con sottotitolo "il nero a fumetti"), edita dalla Mehnir in una serie di albi dal formato tascabile, simile ai classici fumetti neri italiani; il personaggio e la sua serie si inseriscono infatti in questo filone. La prima serie regolare esordì nel maggio 2010.

### Elenco degli albi
Esistono due serie di albi dedicate al morto. La prima è quella classica, una pubblicazione bimestrale, mentre la seconda comprende albi speciali, definiti "Promo", a tiratura limitata di 1000 esemplari numerati per ciascun numero.
Serie regolare
- 01 - La clinica delle menti perdute
- 02 - Sulle tracce di Zaxan
- 03 - Il convento dei frati silenziosi (anche con copertina variant)
- 04 - L'ultima casa in fondo alla strada
- 05 - La befana vien di notte
- 06 - Ti conosco, mascherina!
- 07 - Il sepolcro del guerriero
- 08 - H. come Hacker
- 09 - Lo scrigno delle smarrite verità
- 10 - Identità ignota
- 11 - L'anello debole
- 12 - L'ora di Zaxan (anche con copertina variant)
- 13 - Abuso di potere
- 14 - Confessione
- 15 - Il morso del mamba
- 16 - Il germe della follia
- 17 - La fabbrica della morte
- 18 - L'occasione
- 19 - Improbabili omicidi
- 20 - L'ospite inatteso
- 21 - Nostra signora dei porci
- 22 - Murder Inc. (anche con copertina variant)
- 23 - Nikita
- 24 - Alter ego
- 25 - Niente, dal domani
- 26 - Delitti di paese
- 27 - Concorrenza sleale
- 28 - Araldica
- 29 - La metà oscura
- 30 - L'ombra...lontano
- 31 - Memoria criptata
- 32 - Un amico per caso
- 33 - Altri delitti, altre vendette
- 34 - Cose strane in casa Gosi
- 35 - La tara di famiglia
- 36 - Amaro amore mio (anche con copertina variant)
- 37 - L'alto volo del corvo
- 38 - Un segreto da custodire
- 39 - Arte a due Facce
- 40 - La mente sconnessa
- 41 - Un gioco pericoloso
- 42 - Un posto al sole
- 43 - Elezione manipolata (anche con 2 copertine variant)
- 44 - Il Fante di Spade
- 45 - Una figura ambigua
- 46 - Il dente avvelenato
- 47 - Lama Rosy
- 48 - Le nebbie del passato
- 49 - I Giardini di Marzo
- 50 - Rigoletta
- 51 - Il pelo nell'uovo
- 52 - Halloween Party
- 53 - Nostalgia Canaglia
- 54 - 4 mani

Albi speciali in edizione limitata
- 01 - Buena Vista Hotel (Ruvo Giovacca - Ermete Librato)
- 02 - Fuoco  (Ruvo Giovacca - Ermete Librato)
- 03 - Sadica notte (Ruvo Giovacca - Guglielmo Castelli - Ermete Librato)
- 04 - Un oggetto da collezione (Ruvo Giovacca - Ermete Librato)
- 05 - Zaxan (Ruvo Giovacca - Ermete Librato)
- 06 - Una edizione di pregio (Ruvo Giovacca - Ermete Librato)
- 07 - Black Heart (Ruvo Giovacca - Dario Tallarico)
- 08 - Qualcuno da dimenticare (Ruvo Giovacca - Alfonso Elia)
- 09 - Un cuore per un amico (Paolo Forni - Guglielmo Castelli - Ivano Codina)
- 10 - Un torbido passato (Ruvo Giovacca - Massimo Di Biagi)
- 11 - Streghe e streghette (Ruvo Giovacca - Massimo Di Biagi)
- 12 - Una cena particolare (Ruvo Giovacca - Adriano Imperiale)
- 13 - Alice (Alessandro Forni - Paolo Forni - Piero Conforti - Adriano Imperiale)
- 14 - Doppio inseguimento (Paolo Forni - Ruvo Giovacca - David Emanueli)
- 15 - Una tomba per Zelda (Paolo Forni - Ruvo Giovacca - Alfonso Elia)
- 16 Dormire...sognare...forse... (Ruvo Giovacca - Alfonso Elia)
- 17 Quel volume antico bramar mi fece (Paolo Forni - Ruvo Giovacca - Alfonso Elia)
- 18 Riciclaggio (Ruvo Giovacca - Alfonso Elia)